# Kent Nagano
Kent Nagano   (Berkeley, 22 de novembre de 1951) és director d'orquestra i director d'òpera estatunidenc. Actualment és director de música general de l'Òpera estatal d'Hamburg des del 2015.

## Biografia
Nagano va néixer a Berkeley (Califòrnia), mentre els seus pares estaven a l'escola de postgrau a la Universitat de Califòrnia a Berkeley. És japonès-estatunidenc sansei (tercera generació). Va créixer a Morro Bay, una ciutat situada a la costa central de Califòrnia al comtat de San Luis Obispo. Va estudiar sociologia i música a la Universitat de Califòrnia a Santa Cruz. Després de la seva graduació, es va traslladar a la Universitat Estatal de San Francisco per estudiar música. Mentre estava allà, va prendre cursos de composició de Grosvenor Cooper i Roger Nixon. També va estudiar a l'"École Normale de Musique" de Paris.

## Trajectòria professional
El primer treball de direcció de Nagano va ser amb la Companyia d'Opera de Boston, on va ser assistent de direcció de Sarah Caldwell. El 1978 es va convertir en el director de la Simfònica de Berkeley, la seva primera direcció musical. Va abandonar aquesta posició el 2009. Durant el seu exercici a Berkeley, Nagano es va convertir en un campió??? de la música d'Olivier Messiaen i va iniciar una correspondència amb ell. Més tard va ser convidat a treballar amb Messiaen a les etapes finals de la seva òpera Saint François d'Assise a París, on va viure amb Messiaen i la seva dona Yvonne Loriod, a qui va considerar com els seus "pares europeus".

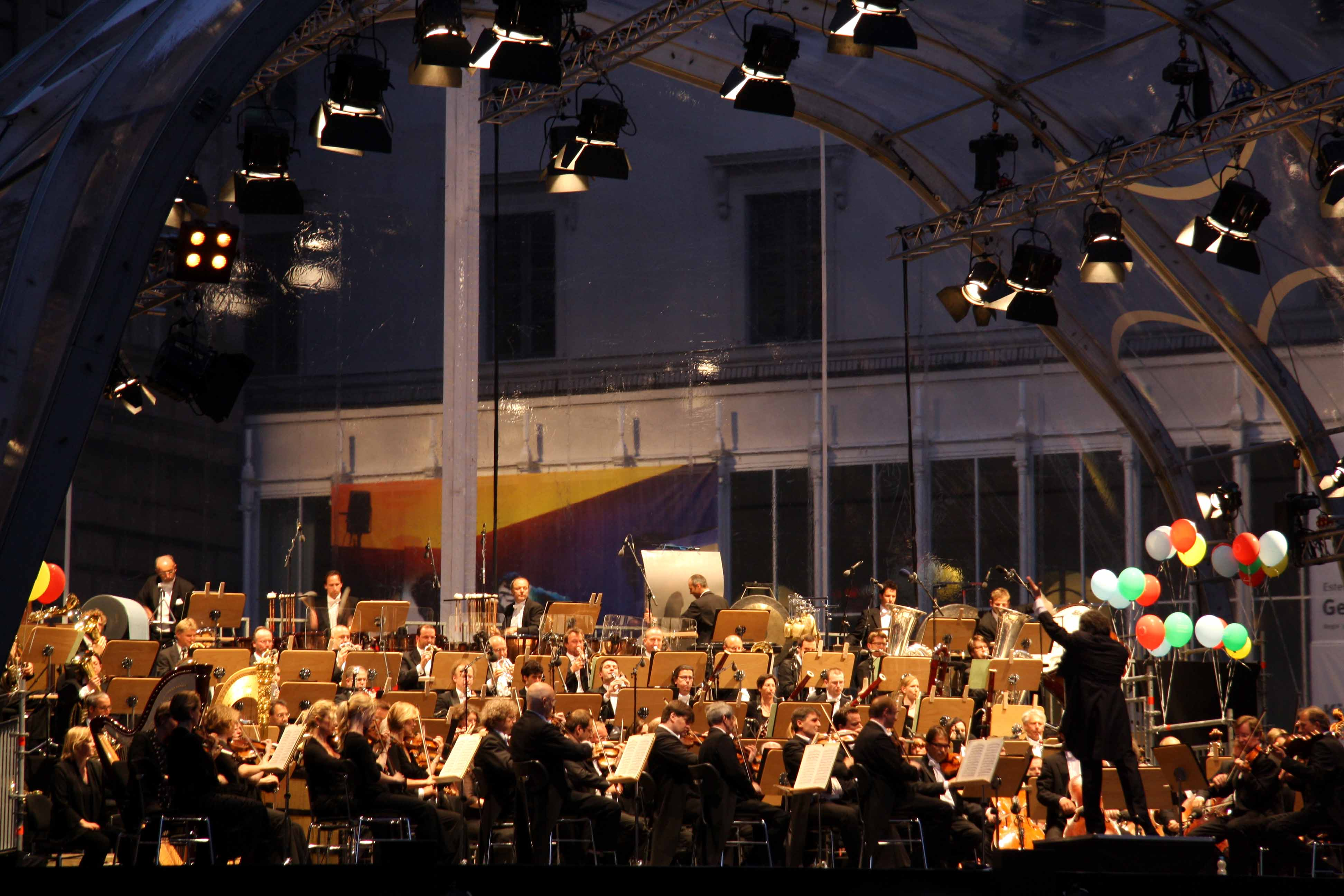
Nagano dirigint la London Symphony Orchestra

El 1982, Nagano va dirigir per primera vegada la London Symphony Orchestra en diverses de les composicions completament orquestrals de Frank Zappa. Nagano va gravar diverses de les peces de Zappa amb la London Symphony Orchestra, en l'àlbum nº. 1 on Zappa havia escollit personalment Nagano per dirigir l'orquestra. Nagano va descriure això com "la meva primera oportunitat, la meva primera ruptura real". El 1984, mentre fou assistent de director de l'Orquestra Simfònica de Boston, va presentar a Seiji Ozawa a curt termini i sense assajar, rebent aclamacions de l'audiència, l'orquestra i el crític de The Boston Globe Richard Dyer per una "interpretació noble", de la novena simfonia de Mahler.
A partir del 1985, Nagano va ser el director musical de l'Ojai Music Festival en quatre ocasions diferents, la darrera el 2004, i una altra vegada al costat de Stephen Mosko el 1986.
Nagano va ser director musical de l'Opéra National de Lió entre 1988 i 1998, on va enregistrar, amb l'Orquestra Nacional de l'Opera de Lió i el cor, nombroses obres com Doktor Faust de Busoni, Arlequí i Turandot, The Rake's Progress de Stravinsk, Les Contes d'Hoffmann de Offenbach, l'estrena de Rodrigue et Chimène de Debussy, Chants d'Auvergne de Canteloube, La Damnation de Faust de Berlioz, Susannah de Carlisle Floyd, i òperes de Richard Strauss, la versió francesa de Salomé i la versió original d'Ariadne auf Naxos i Tri sestry d'Eötvös, Werther de Massenet, Léo Delibes i la seva Coppélia, Dialogues des Carmélites de Francis Poulenc, obres orquestrals de Maurice Ravel i Els set pecats mortals de Kurt Weill.
Nagano va exercir com a director principal de l'Orquestra Hallé de Manchester entre 1992 i 1999. Durant el seu mandat, va rebre crítiques per la seva programació costosa i ambiciosa, així com pels seus honoraris de direcció. No obstant això, la mala gestió financera de l'orquestra va contribuir per separat als problemes fiscals de l'orquestra. El seu contracte no es va renovar després del 1999.
Nagano es va convertir en director i artístic principal de la Deutsches Symphonie-Orchester Berlin el 2000, i va exercir aquest càrrec fins al 2006. Va realitzar diversos enregistraments amb l'orquestra, incloent música de Ludwig van Beethoven, Arnold Schoenberg, Anton Bruckner i Alexander von Zemlinsky i Gustav Mahler.
Nagano es va convertir en director d'orquestra de l'Òpera de Los Angeles (LAO) la temporada 2001-2002. Al maig del 2003, Nagano va ser nomenat primer director musical de LAO, i va mantenir aquesta posició fins al 2006.
Ha estat convidat habitualment al Festival de Salzburg, on va estrenar L'amour de loin de Kaija Saariaho el 2000. També va dirigir l'estrena mundial de The Death of Klinghoffer de John Adams al Théâtre de la Monnaie de Brussel·les.
El 2006, Nagano es va convertir en el director musical de l'Orchestre Symphonique de Montréal (OSM) i de l'Òpera Estatal de Baviera. El seu contracte amb aquesta darrera no li va permetre ser el director musical d'una altra companyia d'òpera. Va concloure el seu mandat de l'Òpera Estatal de Baviera el 2013. Amb l'OSM, ha realitzat enregistraments comercials per a segells com ECM New Series i Analekta. El seu contracte actual??? amb l'OSM té fins al 2020. Al juny del 2017, l'OSM va anunciar que Nagano es presentarà com a director musical al tancament del seu contracte actual, al final de la temporada 2019-2020.
Nagano també és un dels director d'orquestra "Collegium" de l'Orquestra Nacional Russa. L'agost de 2012, l'Orquestra Simfònica de Goteborg va anunciar el nomenament de Nagano com a director convidat principal i assessor artístic, a la temporada 2013-2014, amb un contracte inicial de 3 anys. Al setembre de 2012, l'Òpera Estatal d'Hamburg va anunciar el nomenament de Nagano com a pròxim director general de música i cap de direcció, vigent per a la temporada 2015-2016, amb un contracte inicial a través de la temporada 2019-2020. L'octubre de 2017, la companyia va anunciar la pròrroga del contracte d'Hamburg de Nagano fins al 2025.
Nagano està casat amb la pianista Mari Kodama. La parella té una filla, Karin Kei Nagano.

## Honors
- HonorsSeaver / National Endowment Award for the Arts Conductors Award el 1985
- Ordre del Sol naixent, raigs d'or amb roseta, 2008
- Premi Wilhelm Furtwängler 2010, Beethovenfest Bonn

## Discografia seleccionada
- Widmann: Arche. Marlis Petersen, Thomas E. Bauer, Iveta Apkalna, Kent Nagano, Philharmonisches Staatsorchester Hamburg. 2605 ECM (2018)
- Beethoven: Nou simfonies - 'O Mensch, gib acht! Entre les Lumières et la Révolution '. Orquestra Simfònica de Mont-real. Analekta
- Beethoven: Concertos per a piano nº 4 i 5. Till Fellner, piano; Orquestra Simfònica de Mont-real. ECM 2114
- Arthur Honegger i Jacques Ibert: L'Aiglon. Decca
- Prokofiev: Pere i el Llop. Jean-Pascal Beintus: Llops de llop. Mikhail Gorbachov, Bill Clinton, Kent Nagano, Sophia Loren, Orquestra Nacional Russa. PENTATONE PTC 5186011 (2003).
- Saint-Saëns, Samy Moussa, Kaija Saariaho: "Symphonie et créations avec orgue". Olivier Latry, Jean-Willy Kunz, organistes; Orquestra Simfònica de Mont-real. Analekta
- Txaikovski: Concert per a violí i concert per a piano. Christian Tetzlaff, Nikolai Lugansky, Kent Nagano, Orquestra Nacional Russa. PENTATONE PTC 5186022 (2003)
- Chopin, Carl Loewe: Concertos per a piano. Mari Kodama, Kent Nagano, Orquestra Nacional Russa. PENTATONE PTC 5186026 (2003)
- Bruckner: Simfonia núm. 3. Deutsches Symphonie-Orchester de Berlín, Kent Nagano. Harmonia Mundi 801817 (2003)
- Mahler: Sinfonia n. 8. Deutsches Symphonie-Orchester de Berlín, Kent Nagano, Sally Matthews, Sylvia Greenberg, Lynne Dawson, Elena Manistina, Sophie Koch, Robert Gambill, Detlef Roth, Jan-Hendrik Rootering. Harmonia Mundi 801858/59 (2004)